# Episodi di Maledetti scarafaggi (sesta stagione)
La sesta stagione di Maledetti scarafaggi è andata in onda per la prima volta in Italia su K2 e Frisbee, dal 16 maggio 2017 al 3 agosto 2017 con il titolo Oggy forever. Contiene remake degli episodi della prima e seconda stagione.
| n° | n° | Titolo originale             | Titolo italiano                   | Titolo inglese                                 | Prima TV Francia | Prima TV Italia  |
| -- | -- | ---------------------------- | --------------------------------- | ---------------------------------------------- | ---------------- | ---------------- |
| 1  | 1  | Opération frigo              | Tolleranza zero                   | Crackdown on the Fridge (23 Febbraio 2020)     | 18 febbraio 2017 | 16 maggio 2017   |
| 1  | 2  | Rire Interdit                | Risate proibite                   | Laughter Forbidden (5 Marzo 2020)              |                  | 22 maggio 2017   |
| 1  | 3  | Cafards contre Souris        | Scarafaggio VS topo               | Cockroach vs. Mouse (3 Aprile 2020)            |                  | 25 maggio 2017   |
| 2  | 4  | Cafè Corsè                   | Basta una tazza di caffè          | Strong Coffee (19 Aprile 2020)                 |                  | 28 ottobre 2017  |
| 2  | 5  | Piège en kit                 | Il kit di Jack                    | Jack's Kit (10 Maggio 2020)                    |                  | 31 ottobre 2017  |
| 2  | 6  | Un amour de chien            | Cucciolo tenerissimo              | Cute Little Puppy (3 Giugno 2020)              |                  | 3 novembre 2017  |
| 3  | 7  | La grande invasion           | Il Piccolo Chimico                | The Great Invasion (20 Giugno 2020)            |                  | 6 novembre 2017  |
| 3  | 8  | La petite souris             | Dente per Dente                   | Tooth Exchange (20 Giugno 2020)                |                  | 6 novembre 2017  |
| 3  | 9  | L'habit ne fait pas le Oggy  | Il Clone di Oggy                  | Oggy's Costume (15 Luglio 2020)                |                  | 9 novembre 2017  |
| 4  | 10 | La grossesse d'Oggy          | La Dolce Attesa                   | Mamma Oggy (13 Agosto 2020)                    |                  | 12 novembre 2017 |
| 4  | 11 | Oggy et Les chatons          | I Cuccioli                        | Oggy and the Kittens (15 Agosto 2020)          |                  | 15 novembre 2017 |
| 4  | 12 | Le ticket gagnant            | Il Biglietto della Lotteria       | The Winning Ticket (20 Agosto 2020)            |                  | 18 novembre 2017 |
| 5  | 13 | Super Dee Dee                | Super Scarafaggi                  | Super Dee Dee (19 Settembre 2020)              |                  | 13 gennaio 2017  |
| 5  | 14 | Seul au monde                | Solo come un Gatto                | Alone At Last (1 Ottobre 2020)                 |                  | 16 maggio 2017   |
| 5  | 15 | L'heure du gouter            | La Macchina del Tempo             | Snack Time (19 Ottobre 2020)                   |                  | 17 maggio 2017   |
| 6  | 16 | Salut Poupee                 | La Bambola                        | Doll Idol (4 Novembre 2020)                    |                  | 18 maggio 2017   |
| 6  | 17 | La vie a l'envers            | Sottosopra                        | Ups and Downs (21 Novembre 2020)               |                  | 20 maggio 2017   |
| 6  | 18 | Cache cache piqure           | Nascosto e Ammalato               | Bless You Oggy! (2 Dicembre 2020)              |                  | 21 maggio 2017   |
| 7  | 19 | Le magot                     | Il Denaro non Fa la Felicità      | The Loot (20 Dicembre 2020)                    |                  | 23 maggio 2017   |
| 7  | 20 | Charmeur de cafards          | Oggy e il Flauto Magico           | Roach Charmer (18 Gennaio 2021)                |                  | 30 maggio 2017   |
| 7  | 21 | Le tapis supersonique        | Il Tappeto Magico                 | A Crazy Carpet (1 Febbraio 2021)               |                  | 30 maggio 2017   |
| 8  | 22 | Debout la dedans             | Una Notte Insonne                 | Wake-Up Oggy! (23 Febbraio 2021)               |                  | 1º giugno 2017   |
| 8  | 23 | Panique et montgolfiere      | La Mongolfiera                    | Wild Flight (23 Febbraio 2021)                 |                  | 2 giugno 2017    |
| 8  | 24 | Quel rebond                  | La Palla Magica                   | Bouncing Ball (2 Marzo 2021)                   |                  | 30 novembre 2017 |
| 9  | 25 | Dans la peau d' un cafard    | Metamorfosi                       | Cockroach Oggy (3 Marzo 2021)                  |                  | 4 giugno 2017    |
| 9  | 26 | Un voisin envahissant        | Senza Tetto                       | An Intrusive Neighbor (1 Aprile 2021)          |                  | 5 giugno 2017    |
| 9  | 27 | Sérénade pour un Monstre     | Lo Zampognaro Magico              | Serenade for a Monster (19 Aprile 2021)        |                  | 22 dicembre 2017 |
| 10 | 28 | Le dentier                   | Dente per Dente                   | A Shockproof Denture (1 Maggio 2021)           |                  | 6 giugno 2017    |
| 10 | 29 | Partire de peche             | L'Esca Va a Pesca                 | A Rebel Bait (1 Maggio 2021)                   |                  | 7 giugno 2017    |
| 10 | 30 | Train d'enfer                | Assalto al Treno                  | A Wild Train Ride (1 Maggio 2021)              |                  | 9 giugno 2017    |
| 11 | 31 | Jour de poisse               | Venerdì 13                        | Bad Luck Day (2 Maggio 2021)                   |                  | 10 giugno 2017   |
| 11 | 32 | Petit chat deviendra grand   | Il Cucciolo                       | Oggy Cat Trainer (15 Maggio 2021)              |                  | 11 giugno 2017   |
| 11 | 33 | Les locaitres                | Affittasi                         | The Tenants (20 Maggio 2021)                   |                  | 12 giugno 2017   |
| 12 | 34 | La guerre des chocolats      | Cioccolato Amaro                  | Chocolate Wars (3 Giugno 2021)                 |                  | 14 giugno 2017   |
| 12 | 35 | Une envie pressante          | Occupato!                         | Nature's Call (14 Giugno 2021)                 |                  | 15 giugno 2017   |
| 12 | 36 | L'Amour donne des ailes      | Volatori                          | Flying Lesson (6 Luglio 2021)                  |                  | 16 giugno 2017   |
| 13 | 37 | Permis de detruire           | L'esame di guida                  | Crazy Driving! (3 Agosto 2021)                 |                  | 17 giugno 2017   |
| 13 | 38 | La derniere piece            | Oggy e il Puzzle                  | Puzzle Mania (16 Agosto 2021)                  |                  | 18 giugno 2017   |
| 13 | 39 | Invasion de bebes            | Baby Boom                         | Special Deliveries (19 Agosto 2021             |                  | 19 giugno 2017   |
| 14 | 40 | Orages o cafards d'ennemis   | La nuvola dispettosa              | Under The Sun (21 Agosto 2021)                 |                  | 20 giugno 2017   |
| 14 | 41 | Magico Oggy                  | Giocatore giocato                 | Abracadabra (28 Agosto 2021)                   |                  | 21 giugno 2017   |
| 14 | 42 | Un delice d'Autruche         | Lo struzzo affamato               | A Voracious Pet (4 Settembre 2021)             |                  | 22 giugno 2017   |
| 15 | 43 | Prive de tele                | Ossessionato dalla TV             | TV Addict (11 Settembre 2021)                  |                  | 23 giugno 2017   |
| 15 | 44 | Oggy et Les ours             | Gli orsetti insopportabili        | Sweet Teddy-Bear (18 Settembre 2021)           |                  | 24 giugno 2017   |
| 15 | 45 | Robot Oggy                   | L'imitatore                       | Oggy Robot (25 Settembre 2021)                 |                  | 25 giugno 2017   |
| 16 | 46 | Joyeux Noel Oggy             | Una tregua per Natale             | Christmas Spirit (24 Dicembre 2021)            |                  | 25 dicembre 2017 |
| 16 | 47 | Bon Voyage Oggy              | Una Domenica bestiale             | A Crazy Week-End (25 Dicembre 2021)            |                  | 26 giugno 2017   |
| 16 | 48 | Le defi                      | Centauri                          | The Challenge (26 Dicembre 2021)               |                  | 27 giugno 2017   |
| 17 | 49 | Carton Rouge                 | Calcio di rigore                  | Soccer Fever (27 Dicembre 2021)                |                  | 28 giugno 2017   |
| 17 | 50 | Naufrage pour un biscuit     | Naufraghi                         | Lost at Sea (28 Dicembre 2021)                 |                  | 29 giugno 2017   |
| 17 | 51 | L'expedition sauvage         | Safari, che passione              | Deep Into the Wild (29 Dicembre 2021)          |                  | 2 luglio 2017    |
| 18 | 52 | Pique nique tragique         | La grigliata                      | Wacky Garden Party (30 Dicembre 2021)          |                  | 3 luglio 2017    |
| 18 | 53 | L'heure du bain              | Giorno di bucato                  | Bath Time (31 Dicembre 2021)                   |                  | 4 luglio 2017    |
| 18 | 54 | Les as du Bowling            | Il bowling                        | Bowling Champions (1 Gennaio 2022)             |                  | 7 luglio 2017    |
| 19 | 55 | La sportive de la famille    | Amore e baci                      | Oggy's Sister (2 Gennaio 2022)                 |                  | 8 luglio 2017    |
| 19 | 56 | A la diete                   | La dieta                          | A Fit Body for Oggy (3 Gennaio 2022)           |                  | 9 luglio 2017    |
| 19 | 57 | Chirurgie pas estethistique  | Una faccia nuova                  | Oggy's Brand New Face (4 Gennaio 2022)         |                  | 11 luglio 2017   |
| 20 | 58 | Oggy passe partout           | Il fulmine                        | Thunder Oggy (5 Gennaio 2022)                  |                  | 12 luglio 2017   |
| 20 | 59 | Oggy essuie sur platers      | Lavori in corso                   | Destruction Work in Progress (6 Gennaio 2022)  |                  | 14 luglio 2017   |
| 20 | 60 | Le blob glouton              | Il blob                           | A Greedy Friend (7 Gennaio 2022)               |                  | 15 luglio 2017   |
| 21 | 61 | Grand restaurant gros degats | Una serata storta                 | What's on the Menu? (8 Gennaio 2022)           |                  | 17 luglio 2017   |
| 21 | 62 | Nuit d'horroreur             | I mostri della Laguna di Fango    | Good Night, Don't Sleep Tight (9 Gennaio 2022) |                  | 18 luglio 2017   |
| 21 | 63 | Carnage a la plage           | Tipi da spiaggia                  | Beach Havoc (10 Gennaio 2022)                  |                  | 19 luglio 2017   |
| 22 | 64 | Oggy Mini                    | Com'è piccolo il Mondo            | Itsy-Bitsy Oggy (9 Febbraio 2022)              |                  | 20 luglio 2017   |
| 22 | 65 | C'est Dans le sac            | Panni sporchi                     | Magic Laundry Bag (13 Febbraio 2022)           |                  | 21 luglio 2017   |
| 22 | 66 | Le garde du corps            | Attenzione alla guardia del corpo | Bodyguard Oggy (2 Marzo 2022)                  |                  | 22 luglio 2017   |
| 23 | 67 | Les cafards vaudous          | Completamente fuori forma         | Playing Dough (16 Marzo 2022)                  |                  | 23 luglio 2017   |
| 23 | 68 | La super telecommande        | Movimento continuo                | Remote Controlled (18 Marzo 2022)              |                  | 24 luglio 2017   |
| 23 | 69 | La clef                      | Il salvadanaio                    | Locked Out (12 Aprile 2022)                    |                  | 25 luglio 2017   |
| 24 | 70 | Le pantin                    | Tutto sotto controllo             | Brain Control (2 Maggio 2022)                  |                  | 26 luglio 2017   |
| 24 | 71 | Bazar au supermarche         | Shopping folle                    | An Unwanted Customer (1 Giugno 2022)           |                  | 27 luglio 2017   |
| 24 | 72 | Vert venin                   | Sette minuti e conto              | Green Trouble (7 Giugno 2022)                  |                  | 28 luglio 2017   |
| 25 | 73 | Au coeur de l'ordinateur     | Viaggio virtuale                  | Cyber Oggy (3 Luglio 2022)                     |                  | 29 luglio 2017   |
| 25 | 74 | Coup de sifflet              | Il fischietto                     | Whistle Power (23 Luglio 2022)                 |                  | 30 luglio 2017   |
| 25 | 75 | Camping sauvage              | Gli allegri campeggiatori         | The Delights of Camping (20 Agosto 2022)       |                  | 31 luglio 2017   |
| 26 | 76 | Mauvais joueur               | Chi vince piglia tutto            | Bad Sport (2 Settembre 2022)                   |                  | 1º agosto 2017   |
| 26 | 77 | Betes de cirque              | Fama e Gloria                     | Show Time! (19 Settembre 2022)                 |                  | 2 agosto 2017    |
| 26 | 78 | Le hoquet                    | Il singhiozzo                     | Hiccup Treatment (8 Ottobre 2022)              |                  | 3 agosto 2017    |